# Tracy Morgan
Tracy Jamal Morgan, född 10 november 1968 i New York, är en amerikansk skådespelare och komiker. Morgan är kanske mest känd för att ha medverkat i sketchprogrammet Saturday Night Live 1996–2003 och TV-serien 30 Rock 2006–2013. För rollen som Tracy Jordan i 30 Rock nominerades han 2009 till en Emmy Award i kategorin bästa biroll i en komediserie.
I juni 2014 var Morgan inblandad i en omfattande bilolycka när hans bil blev påkörd bakifrån av ett annat fordon. Han blev allvarligt skadad och låg i koma under två veckor.

## Filmografi i urval
- 1996–2003 – Saturday Night Live (TV-serie)
- 1998 – Half Baked
- 2001 – How High
- 2001 – Stjärnor utan hjärnor
- 2005 – Are We There Yet? (röst)
- 2006–2013 – 30 Rock (TV-serie)
- 2009 – G-Force (röst)
- 2010 – The Other Guys
- 2010 – Death at a funeral
- 2010 – Cop Out
- 2011 – Rio (röst)
- 2014 – Rio 2 – Prövar vingarna i Amazonas (röst)
- 2019 – What Men Want